# Maracaibo (municipalité)
Pour les articles homonymes, voir Maracaibo (homonymie).
Maracaibo est l'une des 21 municipalités de l'État de Zulia au Venezuela. Son chef-lieu est Maracaibo, capitale de l'État et deuxième agglomération du Venezuela. En 2011, la population s'élève à 1 459 448 habitants.

## Géographie

### Subdivisions

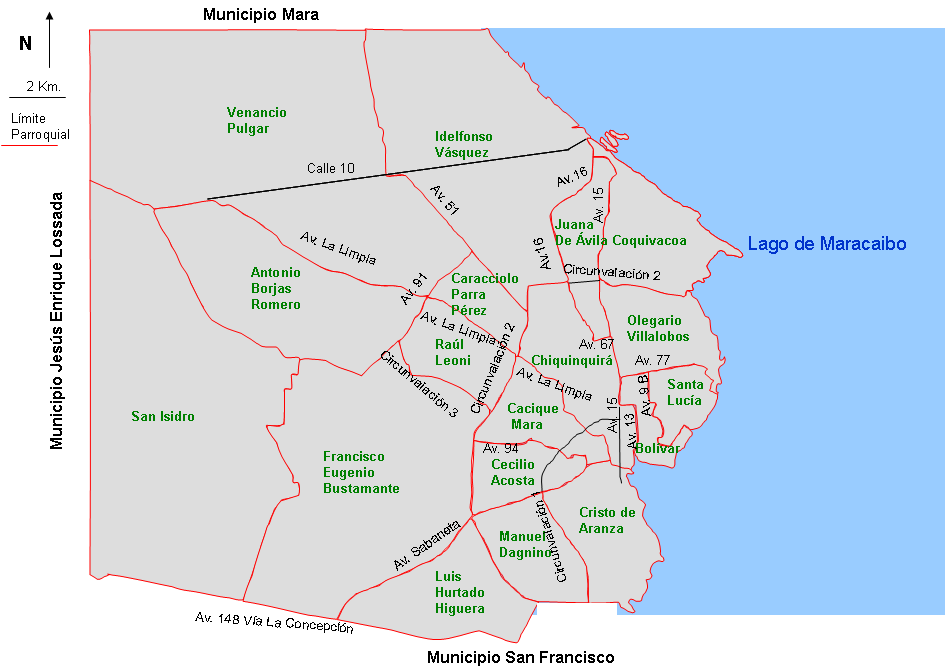
Carte des paroisses civiles de la municipalité.

La municipalité est constituée de dix-huit paroisses civiles avec chacune à sa tête une capitale (entre parenthèses) :
- Antonio Borjas Romero (Maracaibo) ;
- Bolívar (Maracaibo) ;
- Cacique Mara (Maracaibo) ;
- Carracciolo Parra Pérez (Maracaibo) ;
- Cecilio Acosta (Maracaibo) ;
- Cristo de Aranza (Maracaibo) ;
- Coquivacoa (Maracaibo) ;
- Chiquinquirá (Maracaibo) ;
- Francisco Eugenio Bustamante (Maracaibo) ;
- Idelfonzo Vásquez (Maracaibo) ;
- Juana de Ávila (Maracaibo) ;
- Luis Hurtado Higuera (Maracaibo) ;
- Manuel Dagnino (Maracaibo) ;
- Olegario Villalobos (Maracaibo) ;
- Raúl Leoni (Maracaibo) ;
- Santa Lucia (Maracaibo) ;
- Venancio Pulgar (Maracaibo) ;
- San Isidro (San Isidro).